# Wuqiang
Wuqiang, även romaniserat Wukiang, är ett härad som lyder under Hengshuis stad på prefekturnivå i Hebei-provinsen i norra Kina. Det ligger omkring 210 kilometer söder om huvudstaden Peking.